# Ochy Curiel
Pour les articles homonymes, voir Curiel.
Rosa Inés Curiel Pichardo (née en 1963), plus connue sous le nom d'Ochy Curiel, est une chanteuse, anthropologue sociale et féministe universitaire afro-dominicaine lesbienne. Elle est connue pour avoir créé le mouvement des femmes afro-caribéennes et pour soutenir que le lesbianisme n'est ni une identité, une orientation sexuelle ou une préférence, mais une position politique. Elle est l'une des chercheuses féministes les plus reconnues en Amérique latine et dans les Caraïbes.

## Travaux choisis
- (es) Ochy Curiel, « Las mujeres afrodominicanas: interrelacion de las variables genero etnia y clase. una visión feminista », Ciencia y Sociedad, República Dominicana, Instituto Tecnologico de Santodomingo, vol. 23, no 4,‎ octobre 1998, p. 459–470 (ISSN 0378-7680, OCLC 926127727)
- Ochy Curiel, « Pour un féminisme qui articule race, classe, sexe et sexualité: Interview avec Ochy Curiel », Nouvelles Questions Féministes, Lausanne, Switzerland, Editions Antipodes, vol. 20, no 3,‎ août 1999, p. 39–62 (ISSN 0248-4951, OCLC 5547361249)
- Ochy Curiel, « La lutte politique des femmes face aux nouvelles formes de racisme. Vers une analyse de nos stratégies », Nouvelles Questions Féministes, Lausanne, Switzerland, Editions Antipodes, vol. 21, no 3,‎ janvier 2002, p. 84–103 (ISSN 0248-4951, OCLC 5547372967)
- El Patriarcado al Desnudo. Tres Feministas Materialistas : Colette Guillaumin, Paola Tabet, Nicole Claude Mathieu, Buenos Aires, Argentina, Brecha Lésbica, 2005 (lire en ligne)
- Ochy Curiel, Jules Falquet et Sabine Masson, Féminismes dissidents en Amérique latine et aux Caraïbes, Lausanne, Switzerland, Éditions Antipodes, 2005, 152 p. (ISBN 978-2-940146-63-5)
- De la cama a la calle : perspectivas teóricas lésbico-feministas, Bogotá, Colombia, Brecha Lésbica/Ediciones Antropos, 2006, 83 p. (ISBN 978-958-9307-61-8)
- (es) Ochy Curiel, « Critica poscolonial desde las practicas politicas del feminismo antirracista », Nómadas, Bogatá, Colombia, Fundacion Universidad Central, no 26,‎ avril 2007, p. 92–101 (OCLC 820174627)
- Ochy Curiel, « Critique postcoloniale et pratiques politiques du féminisme antiraciste », Mouvements: Sociétés, politique, culture, Paris, France, La Découverte, vol. 51, no 3,‎ octobre 2007, p. 119–129 (ISSN 1291-6412, OCLC 5530936943)
- Ochy Curiel, Raza, etnicidad y sexualidades : ciudadanía y multiculturalismo en América Latina, Bogotá, Colombia, Universidad Nacional de Colombia, Facultad de Ciencias Humanas, Instituto CES, Escuela de Estudios de Género, 2008, 565 p. (ISBN 978-958-8063-60-7, lire en ligne), « Superando la interseccionalidad de categorías por la construcción de un proyecto político feminista radical. Reflexiones en torno a las estrategias políticas de las mujeres afrodescendientes »
- Ochy Curiel, Derecho, interculturalidad y resistencia étnica, Bogotá, Colombia, Universidad Nacional de Colombia, Sede Bogotá, Instituto Unidad de Investigaciones Jurídico-Sociales Gerardo Molina, 2009 (ISBN 978-958-719-276-6, lire en ligne), « Las políticas de las identidades y sus dilemas: esencialismo vs antiesencialismo »

### Sources
- Robert L. Adams Jr., Rewriting the African Diaspora in Latin America and the Caribbean : Beyond Disciplinary and National Boundaries, New York, New York, Routledge, 2014, 172 p. (ISBN 978-1-317-85046-5, lire en ligne)
- (es) Rocío Alorda Zelada, « Yuderkys Espinosa: "Es imposible que el proceso de descolonización se lleve a cabo sin un proceso de despatriarcalización" », Santiago, Chile, Universidad de Chile, 9 mai 2014 (consulté le 14 février 2016)
- Ginetta E. B. Candelario, Black Behind the Ears : Dominican Racial Identity from Museums to Beauty Shops, Durham, North Carolina, Duke University Press, 2007, 340 p. (ISBN 978-0-8223-4037-9 et 0-8223-4037-2, lire en ligne)
- (es) Laura Carboneres, « Ochy Curiel impartirá un taller sobre el género y la sexualidad », Noticias de Gipuzkoa, Donostia, Spain,‎ 3 mars 2015 (lire en ligne, consulté le 17 février 2016)
- (es) Mónica Cejas, « "Desde la experiencia". Entrevista a Ochy Curiel », Andamios, Mexico City, Mexico, Scielo, vol. 8, no 17,‎ décembre 2011 (ISSN 1870-0063, lire en ligne, consulté le 13 février 2016)
- (es) Aura Estela Cumes, « Mujeres Indígenas, Patriarcado y Colonialismo: Un Desafía a la Segregación Comprensiva de las Formas de Dominio », Anuario Hojas de Warmi, Murcia, Spain, Universidad de Murcia, no 17,‎ 2012 (ISSN 1136-3401, lire en ligne, consulté le 14 février 2016)
- (es) Ochy Curiel, Jules Falquet et Sabine Masson, « Feminismos disidentes en América Latina y el Caribe », Nouvelles Questions Féministes, Lausanne, Switzerland, Éditions Antipodes, vol. 24, no 2 Edición especial,‎ 2005
- (es) Aurora Vergara Figueroa et Katherine Arboleda Hurtado, « Feminismo afrodiaspórico. Una agenda emergente del feminismo negro en Colombia », Universitas Humanística, Bogotá, Colombia, Scielo, no 78,‎ décembre 2014 (ISSN 0120-4807, lire en ligne, consulté le 16 février 2016)
- Jennifer Gallagher, « 18th Teddy Award 2004: The winners! », Berlin, Germany, Aviva Magazine, 18 février 2004 (consulté le 16 février 2016)
- (en) Saudi Garcia, « An Afro Dominican Guide, Part I », La Galería Magazine, New York City, New York,‎ 5 février 2016 (lire en ligne, consulté le 17 février 2016)
- (es) Francesca Gargallo, « Feminismo Latinoamericano: Mexico », Revista Venezolana de Estudios de la Mujer, Curacas, Venezuela, Scielo, vol. 12, no 28,‎ juin 2007 (ISSN 1316-3701, lire en ligne, consulté le 16 février 2016)
- (es) Irene León, « I Encuentro de Mujeres Negras Latinoamericanas y del Caribe », Quito, Ecuador, Agencia Latinoamericana de Información, 1er octobre 1995 (consulté le 13 février 2016)
- Irma McClaurin, Black Feminist Anthropology : Theory, Politics, Praxis, and Poetics, New Brunswick, New Jersey, Rutgers University Press, 2001, 277 p. (ISBN 978-0-8135-2926-4, lire en ligne)
- Challen Nicklen, Rhetorics of Connection in the United Nations Conferences on Women, 1975–1995, Ann Arbor, Michigan, ProQuest, 2008 (ISBN 978-0-549-77444-0, lire en ligne)
- (es) Itziar Pequeño, « Yo ya no creo en una solidaridad feminista transnacional así por así », Pikara Magazine, Bilbao, Spain, EME Komunikazioa,‎ 8 octobre 2014
- Miriam Jiménez Román et Juan Flores, The Afro-Latin@ Reader : History and Culture in the United States, Duke University Press, 1er janvier 2009, 584 p. (ISBN 978-0-8223-9131-9 et 0-8223-9131-7, lire en ligne)
- (es) « Curso de Extensión "Género y Etnicidad: reflexiones desde el Sur del Mundo" », Santiago, Chile, Sociología Jurídica en América Latina y el Caribe, 21 mars 2014 (consulté le 17 février 2016)
- « Feminist Constellations: Intercultural Paradigms in the Americas », New York, New York, Center for Latin American and Caribbean Studies at NYU, 13 avril 2013 (consulté le 17 février 2016)
- (es) « Hoja de Vida », Grupo Latinoamericano de Estudio, Formación y Acción Feminista (GLEFAS), 2010 (consulté le 12 février 2016)
- (es) « Juny número 133: Excluidas del Paraíso », Lleida, Spain, Universitat de Lleida, juin 2013 (consulté le 17 février 2016)
- (es) « Onceavo Conversatorio: "Articulación clase, género, cultura e identidad sexual" », Puno, Peru, Instituto de Estudios de las Culturas Andinas, 14 octobre 2015 (consulté le 12 février 2016)
- (pt) « Pensando o lesbianismo feminista. Uma entrevista especial com Ochy Curiel », Instituto Humanitas Unisinos, São Leopoldo, Brazil,‎ 9 février 2008 (lire en ligne, consulté le 13 février 2016)
- « Revolution! », Berlin, Germany, Aviva Magazine, 18 février 2004 (consulté le 16 février 2016)